# Prasinophyceae
Classe
La classe des Prasinophyceae (ou Prasinophycées) (du Grec Prasinos: "vert" et Phyton: "plante") est une classe d'algues de l'infra-règne des Chlorophyta, aujourd'hui considérée comme paraphylétique.  Le taxon Prasinophyta ou Prasinophytes est invalide selon World Register of Marine Species (19 janv. 2012), et doit être remplacé par la classe des Prasinophyceae.

## Description
Ces algues possèdent une cellule et des flagelles (de 1 à 8 généralement, atteignant parfois 16) recouverts de 1 à 5 couches d'écailles rattachées à la membrane cellulaire, synthétisées par l'appareil de Golgi, comme ce que l'on observe chez les Dinoflagellés ou les Haptophytes (les Coccolithophoridae par exemple). Les plaques sont expulsées depuis la région du flagelle. Certaines sont recouvertes d'une véritable armure, d'autres sont nues. Les chloroplastes contiennent des chlorophylles a et b ainsi que de la chlorophylle c. Ils peuvent entrer dans des formes de résistance, les kystes ou phycomes. Les cellules sont alors entourées d'une paroi très épaisse et développée, susceptible de bien se fossiliser (de nombreuses Prasinophytes sont connues du Cambrien au Miocène). Les phycomes nagent vers l'arrière, ce qui est inhabituel. Il existe des stades non flagellés. Les flagelles sont logés dans une dépression apicale. Ils sont constitués d'une structure en étoile (comme chez la plupart des algues vertes), une plaque et une hélice. Il existe aussi une structure cylindrique de filaments connectés aux microtubules. La division cellulaire des Prasinophycées sans thèque s'opère par un agrandissement de la cellule, une réplication des centrioles, qui perdent leurs interconnexions et réorganisent les flagelles. L'enveloppe nucléaire ne se désintègre pas chez certaines espèces mais est presque éliminée chez d'autres. Une cytodiérèse a ensuite lieu par formation d'un sillon qui apparaît dans un premier temps en périphérie de la cellule. Le fuseau interzonal persiste puis est brisé par le sillon. Si une thèque est présente, il existe plusieurs façons d'effectuer la division. La cytodiérèse a lieu dans la thèque parentale et l'enveloppe nucléaire ne se désintègre pas. Le fuseau de désintègre rapidement. Une nouvelle thèque et de nouveaux flagelles sont alors générés.

## Écologie
Les Prasinophycées vivent en eau douce ou salée. Certaines formes sont coloniales et attachées. Elles constituent une importante partie du phytoplancton. Certaines sont endosymbiotes de dinophytes ou de plathelminthes. Les gamètes sont identiques, on les nomme + et -, et non mâle et femelle. Ils fusionnent pour donner le zygote. La méiose suit immédiatement la fécondation : il s'agit d'un cycle haplobiontique. Elles sont phagotrophes : elles ingèrent les cellules d'autres organismes, comme les euglènes ou les dinoflagellés.

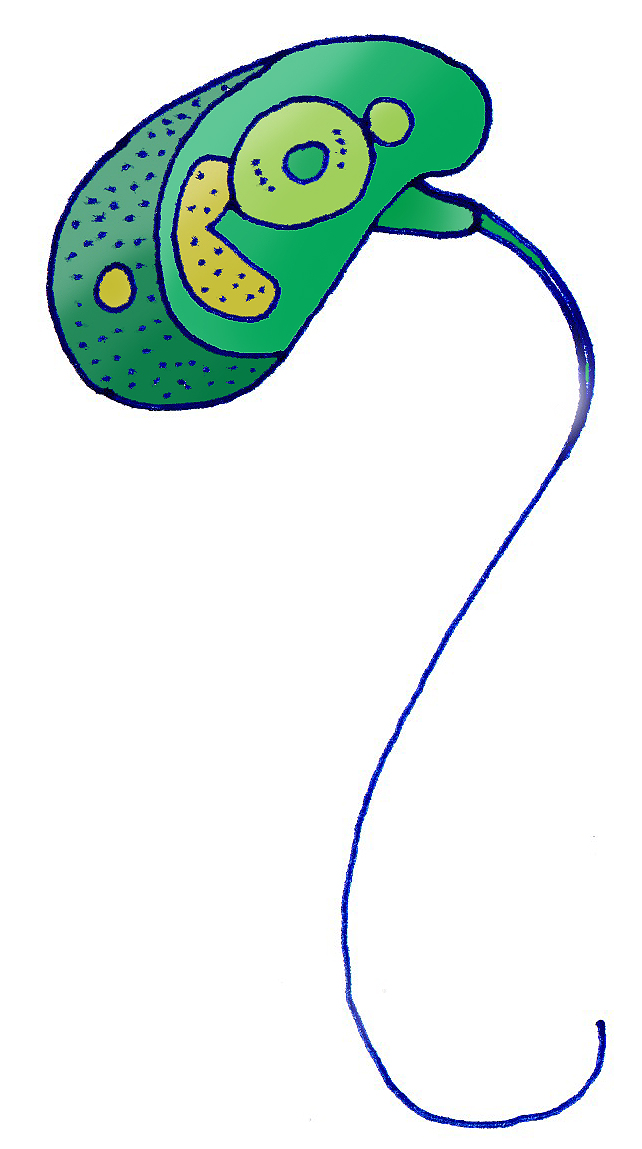
Micromonas pusilla

Il existe des kystes (formes de résistance) fossiles de 1,2 milliard d'années.

## Liste des ordres
Selon AlgaeBase (1 mai 2013) :
- ordre des Prasinococcales ;
- ordre des Prasinophyceae incertae sedis ;
- ordre des Pseudoscourfieldiales (en) Melkonian ;
- ordre des Pyramimonadales (en) Chadefaud.

Selon NCBI (1 mai 2013) :
- ordre des Chlorodendrales :
  - famille des Chlorodendraceae (en) ;
- ordre des Prasinococcales ;
- ordre des Pseudoscourfieldiales (en) :
  - famille des Pycnococcaceae (en) ;
- ordre des Pyramimonadales (en) ;
- non-classé Prasinophyceae incertae sedis :
  - famille Monomasticaceae.

Selon World Register of Marine Species (1 mai 2013) :
- ordre des Chlorodendrales ;
- ordre des Halosphaerales ;
- ordre des Prasinococcales (en) ;
- ordre des Prasinophyceae incertae sedis ;
- ordre des Pseudoscourfieldiales (en) ;
- ordre des Pyramimonadales (en).